# Murélaga
Murélaga (oficialmente en euskera: Aulesti) es un municipio de la provincia de Vizcaya, País Vasco (España). Cuenta con una población de 643 habitantes (INE 2024).

## Historia
Hacia mediados del siglo XIX, el lugar, una anteiglesia ya por entonces con ayuntamiento propio, tenía contabilizada una población de 1107 habitantes. Aparece descrito en el undécimo volumen del Diccionario geográfico-estadístico-histórico de España y sus posesiones de Ultramar de Pascual Madoz con las siguientes palabras:

MURELAGA: anteigl. con ayunt. en la prov. de Vizcaya, (á Bilbao 7 leg.), part. jud. de Marquina (1 1/2), aud. terr. de Burgos (30), c. g. de las Provincias Vascongadas (á Vitoria 11), dióc. de Calahorra (30): tiene el 19º. voto y asiento en las juntas de Guernica y contribuye por 120 1/4 fogueras. sit. en una hondonada que dominan montes muy elevados; clima templado y saludable. Se compone de 229 casas de las cuales hay 168 esparcidas en cas. y forman 9 barrios, á saber: Cetoguiz, Goyarria, Guizaburuaga, Lacalle, Malax, Solaguren, Urriola, Narea y Zubero: tiene casa municipal magnífica, cárcel, dos casas-torres bastante notables, escuela de niños concurrida por unos 80 y dotada con 2,500 rs, igl. parr. dedicada á San Juan Bautista, y servida por 4 beneficiados que presenta el marqués de Mortara como dueño de la casa solar de Butro, y uno de los cuales posee título de cura; y 10 ermitas bajo la advocacion de San Juan, la Magdalena, San Lorenzo, San Martin, Sta. Eufemia, San Vicente, Santiago, San Antonio, La Piedad y San Estéban; las 8 primeras en el térm., la penúltima á la entrada del pueblo, y San Estéban, que sirve de cementerio, á la salida. El térm. confina N. Amoroto y Guizaburuaga, E. Navarniz y Arrazua, S. Arbacequi y Cenarruza, y O. Marquina y Jemein; siendo su circunferencia de cerca de 4 leg.; dentro de las que se hallan sierras peladas y montes con arbolado y pastos. El terr. es de varias clases y está cruzado en todas direcciones por varios arroyuelos procedentes de mas 100 fuentes, siendo el mas notable el que da orígen al r. Lequeitio, sobre el cual y restantes se cuentan hasta 9 puentes. cam.: el principal es el que enlaza con el de Durango á Bermeo, pasando por Lacalle. El correo se recibe de Durango, los lunes, jueves y sabados. prod. trigo, maiz, castañas, patatas, peras, manzanas, cerezas y otras frutas; cria ganado vacuno, lanar y caballar de marca pequeña; caza de javalies, zorros, liebres, perdices y tordas; pesca de truchas, anguilas y bermejuelas. ind. 3 ferrerias, 4 fraguas y 9 molinos, todo en estado próspero. pobl. 238 vec., 1,107 alm. riqueza imp. 36,724 rs, 17 mrs. Es patria de Juan Ibañez de Auleztia y Mendirichaga, célebre marino que apresó al corsario Karamani, y se distinguió tambien en la batalla de Lepanto, y de D. Antonio de Soloaga, arzobispo de Lima en 1711.
(Madoz, 1848, p. 755)

En 2022, el municipio tenía empadronados 655 habitantes; la entidad singular de población, 381, y el núcleo de población, también 381.

## Patrimonio
En cuanto al patrimonio cultural encontramos varias casas palacio, de típica estructura vasca, de más de cinco siglos y con un valor cultural e histórico de gran interés. Tanto, que en una de ellas celebró reuniones el lehendakari Aguirre, quien mantenía relaciones con varios significados nacionalistas del pueblo, que a la sazón marcharían al exilio junto a Aguirre.
La pieza arquitectónica más significativa de todo el valle es el palacio de la familia Ibáñez de Aldecoa, familia originaria de la Vizcaya señorial, dueños de las dos casas palacio que fueron pilares centrales de la organización urbanística de este casco medieval. En 2002 fueron nombradas patrimonio cultural por la Exc. Diputación de Vizcaya y el Gobierno Vasco. Ocurrió así, que la familia Ibáñez de Aldecoa mandó construir un palacio en este valle, destinado a ser el punto de unión de todos los pueblos de la zona del Lea-Artibai y epicentro de la actividad económica de los pueblos más lejanos del mercado guerniqués.
A unos años de la construcción del palacio, y visto el aumento demográfico que sufría el pueblo, la diócesis vizcaína mandó construir una fastuosa iglesia, con seis altos pilares y un inmesurado campanario, ejemplo claro de lo que supuso el estilo vasco-renacentista en la construcción de iglesias de la época.
Dicha iglesia se ubicó en dirección opuesta al palacio de la familia fundadora del pueblo, y ante la fachada del solar se construyeron el ábside y la sacristía, dejando la puerta de entrada lejos del palacio.
No fue otra la respuesta del señor de Aldecoa que construir uno de los palacios más significativos de la zona en la otra latitud del templo, con el escudo de la familia ondeando bajo un destacado alféizar dispuesto para la ocasión.
Actualmente, el palacio de los Aldecoa, la iglesia de San Juan Bautista y el posterior consistorio de Murélaga encierran una amplia plaza, convertida en centro del pueblo vigilado bajo el escudo de la familia fundadora.

## Administración y política
| Partido político                                              | 2015  | 2015       | 2011  | 2011       | 2007  | 2007       | 2003        | 2003        | 1999  | 1999       | 1995  | 1995       | 1991  | 1991       |
| Partido político                                              | %     | Concejales | %     | Concejales | %     | Concejales | %           | Concejales  | %     | Concejales | %     | Concejales | %     | Concejales |
| Euskal Herria Bildu (EH Bildu)-Bildu                          | 72,57 | 5          | 64,67 | 5          | —     | —          | —           | —           | —     | —          | —     | —          | —     | —          |
| Euzko Alderdi Jeltzalea-Partido Nacionalista Vasco (EAJ-PNV)  | 25,44 | 2          | 33,78 | 2          | 41,72 | 3          | —           | —           | —     | —          | 44,67 | 3          | 47,92 | 3          |
| Partido Popular del País Vasco (PP)                           | —     | —          | 0,22  | 0          | 0,00  | 0          | 1,61        | 0           | —     | —          | —     | —          | —     | —          |
| Partido Socialista de Euskadi-Euskadiko Ezkerra (PSE-EE PSOE) | —     | —          | 0,22  | 0          | —     | —          | —           | —           | —     | —          | —     | —          | —     | —          |
| Eusko Abertzale Ekintza-Acción Nacionalista Vasca (EAE-ANV)   | —     | —          | —     | —          | 57,04 | 4          | —           | —           | —     | —          | —     | —          | —     | —          |
| Illunzarpe                                                    | —     | —          | —     | —          | —     | —          | 91,95       | 7           | —     | —          | —     | —          | —     | —          |
| Euskal Herritarrok (EH)-Herri Batasuna (HB)                   | —     | —          | —     | —          | —     | —          | Ilegalizado | Ilegalizado | 90,62 | 7          | 55,11 | 4          | 51,16 | 4          |